# プロネクサス
株式会社プロネクサス（英: PRONEXUS INC.）は、東京都港区に本社を置く情報加工サービスを専門に行う企業。旧社名は亜細亜証券印刷株式会社。
ディスクロージャーやIR資料作成のワンストップサービスを主な事業とする実務支援サービスを展開している。また、独自に収集された非上場企業を含む企業財務情報をデータベース化した有料企業情報提供サービスである「eol」も提供する。

## 沿革
- 1947年（昭和22年）5月 - 株券、証券の印刷を目的として亜細亜証券印刷株式会社を東京都中央区に設立。
- 1952年（昭和27年）5月 - 本社工場を東京都港区に移転。
- 1985年（昭和60年）12月 - 本社・本社工場を東京都港区虎ノ門1-25-7に移転。
- 1994年（平成6年）7月 - 株式を日本証券業協会に店頭登録。
- 1996年（平成8年）9月 - 東京証券取引所2部に上場。
- 2004年（平成16年）9月 - 東京証券取引所1部に指定。
- 2006年（平成18年）10月 - 現商号に変更。
- 2008年（平成20年）
  - 2月 - 本社事務所を現在地に移転（本社工場は従来通り）。
  - 4月 - 情報セキュリティマネジメントシステムISO27001の認証を全社範囲で取得。
  - 5月 - 品質マネジメントシステムISO9001の認証を全社範囲で再取得。
  - 6月 - 執行役員制度を導入し、CEO・COO職を新設。
- 2010年（平成22年）
  - 6月 - 上野剛史が代表取締役社長に就任。
  - 12月 - 創業80周年。
- 2011年（平成23年）6月 - 中期経営計画2011発表
- 2013年（平成25年）
  - 1月 - 日立ハイテクノロジーズの企業情報データベース「NEXT有報革命」を継承。統合版データベース「eolDB」提供開始。
  - 4月 - 英文IR体制強化のため、日本財務翻訳株式会社を完全子会社化（現・連結子会社）。
  - 11月 - Web関連事業強化のため、株式会社ミツエーリンクスの株式の一部を取得し、持分法適用関連会社化。
  - 12月 - 金融庁の電子開示システム「次世代EDINET」に対応した開示業務支援システム「新PRONEXUS WORKS」稼働。
- 2014年（平成26年）8月 - 日系企業向けBPO（ビジネス・プロセス・アウトソーシング）事業を推進する、プロネクサス台湾を設立（現・連結子会社）。
- 2015年（平成27年）
  - 3月 - 開示・BPOサービスを提供する株式会社ディスクロージャー・プロを合弁会社として設立（持分法適用関連会社）。
  - 8月 - 株式会社ビジネスブレイン太田昭和と業務提携。同年12月には資本提携。

## プロネクサス懸賞論文
企業のディスクロージャー・IRにおけるサポートを提供する企業であることから、CSR活動の一環として2009年より「プロネクサス懸賞論文」を開始。日本取引所グループおよび東京証券取引所も後援している。
部門Ⅰは個人による研究または2名による共同研究で、応募資格は40歳以下で日本在住の大学生、大学院生、研究者、一般社会人等。部門Ⅱは大学生グループによる共同研究で、応募資格は同一大学に在籍する大学生による3名以上10名以下のグループ。
- 受賞論文一覧